# Oucques
Oucques là một xã cũ thuộc tỉnh Loir-et-Cher trong vùng Centre-Val de Loire miền trung nước Pháp. Ngày 1 tháng 1 năm 2017, Oucques sáp nhập vào xã mới Oucques la Nouvelle.